# Đoạn Mông Cổ
Đoạn Mông Cổ, tên khoa học Tilia mongolica, là một loài thực vật có hoa trong họ Cẩm quỳ. Loài này được Karl Johann Maximowicz miêu tả khoa học đầu tiên năm 1880.